# Helge Muxoll Schrøder
Helge Muxoll Schrøder (ur. 27 listopada 1924 w Horsens, zm. 2 marca 2012 w Jonstorp) – duński wioślarz, srebrny medalista olimpijski.
Wystąpił na igrzyskach olimpijskich w Londynie w 1948, gdzie osada Danii w składzie: Helge Halkjær, Aksel Bonde Hansen, Helge Muxoll Schrøder i Ib Storm Larsen wywalczyła srebrny medal w czwórkach bez sternika. W finale o 4,5 przegrali z Włochami, a o 4,2 sekundy pokonali osadę USA. Na rozgrywanych cztery lata później igrzyskach olimpijskich w Helsinkach wystąpił w ósemkach. Duńczycy odpadli tam w repasażach półfinałowych.
Ponadto zdobył złoty medal czwórkach bez sternika na mistrzostwach Europy w Kopenhadze (1953). Wywalczył również srebrne medale w ósemkach na mistrzostwach Europy w Mediolanie (1950) i mistrzostwach Europy w Mâcon (1951).
Sześciokrotnie zdobywał mistrzostwo Danii: w czwórkach bez sternika w latach 1949 i 1954-1955 oraz w ósemkach w latach 1950-1953.